# S1 (Берлин)
S1 — линия Берлинской городской электрички. Проходит через:
- Прусскую Северную железную дорогу[англ.], открытую 10 июля 1877 года и электрифицированную в 1925 году,
- короткий отрезок линии Берлин-Щецин[англ.], открытый 1 августа 1842 года и электрифицированный в 1924 году,
- туннель Север-Юг, открытый 28 мая 1936 года от Гумбольтайна[англ.] до Бранденбургские ворота (станция) и 9 октября 193 года до Анхальтского вокзала и пересечения с Ванзейской железной дорогой[англ.] и
- Ванзейскую железную дорогу[англ.], открытую 1 июня 1874 года от Целендорфа[англ.] до Ванзее (станция) и 1 октября 1891 года от Потсдамского вокзала[англ.] до Целендорфа[англ.] (за Потсдамскую соединительную ветку[англ.], открытую 29 октября 1838 года и электрифицированную 15 мая 1933 года.

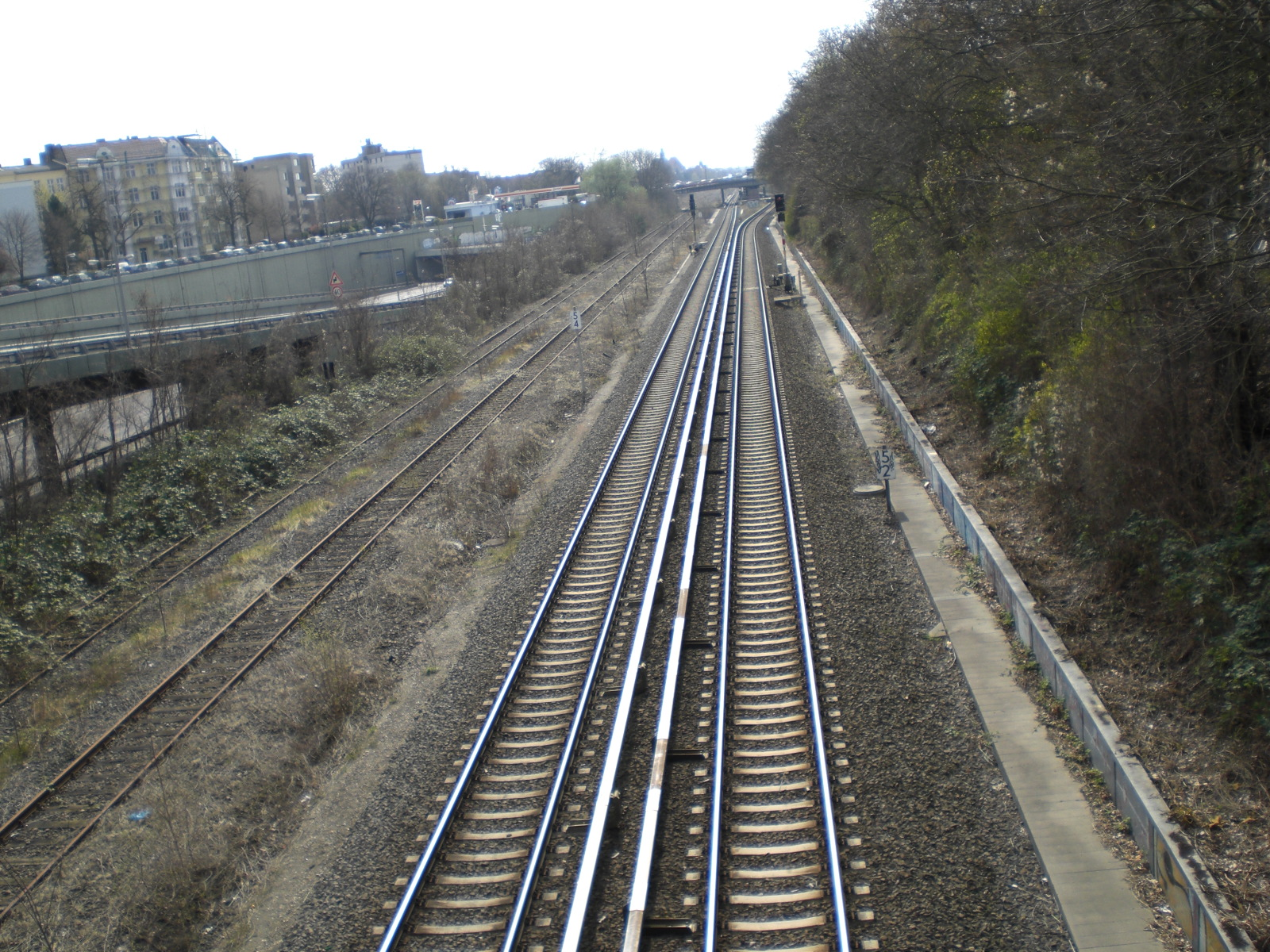
Ванзейская железная дорога на Saarstraße

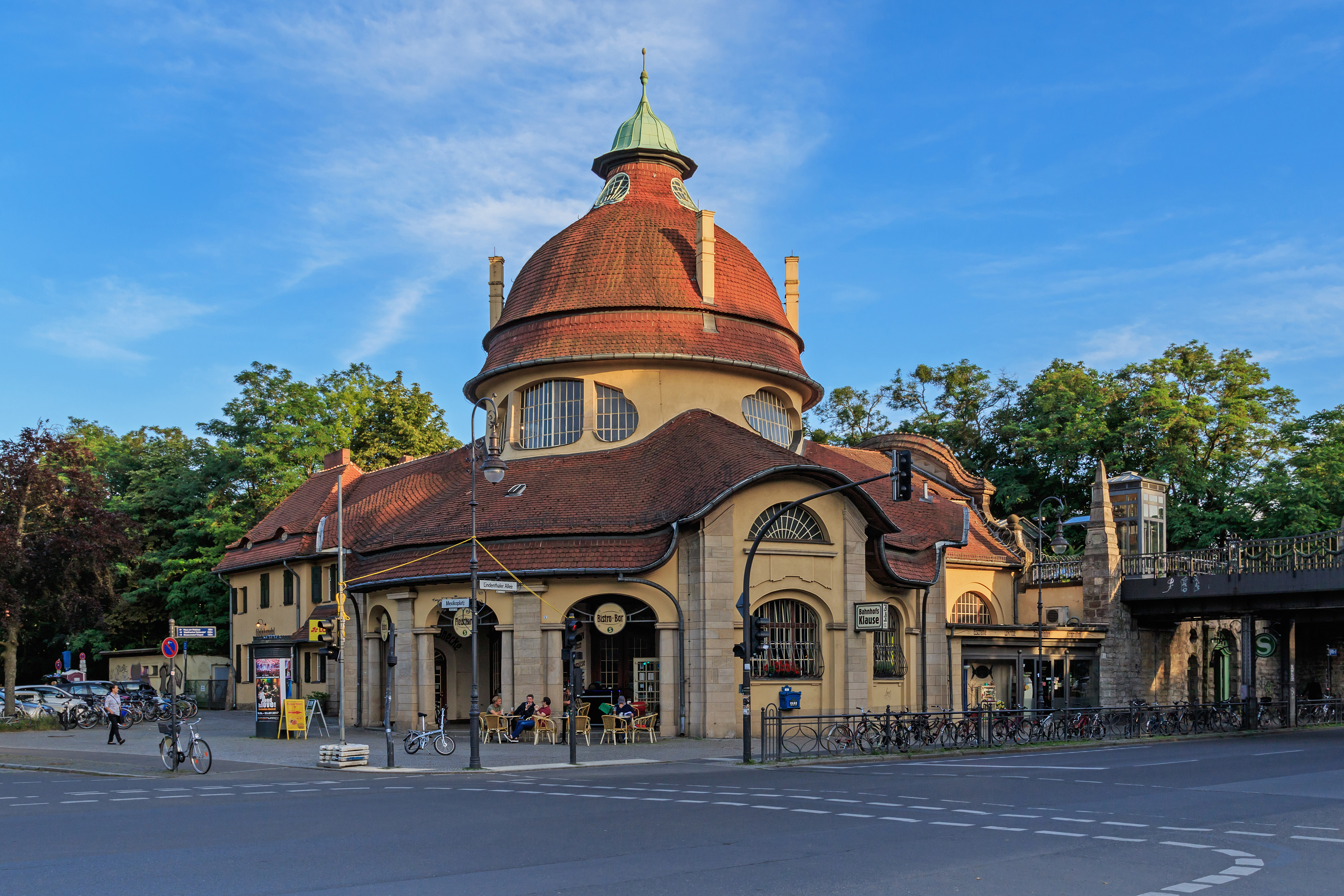
Станция Mexikoplatz